# Gandikota
 (mai 2024).
Si vous disposez d'ouvrages ou d'articles de référence ou si vous connaissez des sites web de qualité traitant du thème abordé ici, merci de compléter l'article en donnant les références utiles à sa vérifiabilité et en les liant à la section « Notes et références ».
Gandikota (en télougou : గండికోట ; c'est-à-dire « Fort de la Gorge » en français) est un village du district de Kadapa dans l'État d'Andhra Pradesh en Inde. Situé sur les bords du Pennar, c'est une ancienne place forte du Deccan occupée au moins depuis le XIIe siècle. Jean-Baptiste Tavernier, célèbre commerçant et voyageur français du XVIIe siècle, la visita en 1649, peu après sa prise par Mir Jumla, haut-fonctionnaire de Golconde. Le fort et le village dominent une importante gorge du même nom (le canyon de Gandikota), creusée par le fleuve. 
Selon le recensement de l'Inde de 2011, la localité compte une population de 1 118 habitants.